# Enaria crassa
Enaria crassa är en skalbaggsart som beskrevs av Leon Fairmaire 1899. Enaria crassa ingår i släktet Enaria och familjen Melolonthidae. Inga underarter finns listade i Catalogue of Life.